# Soroptimist International

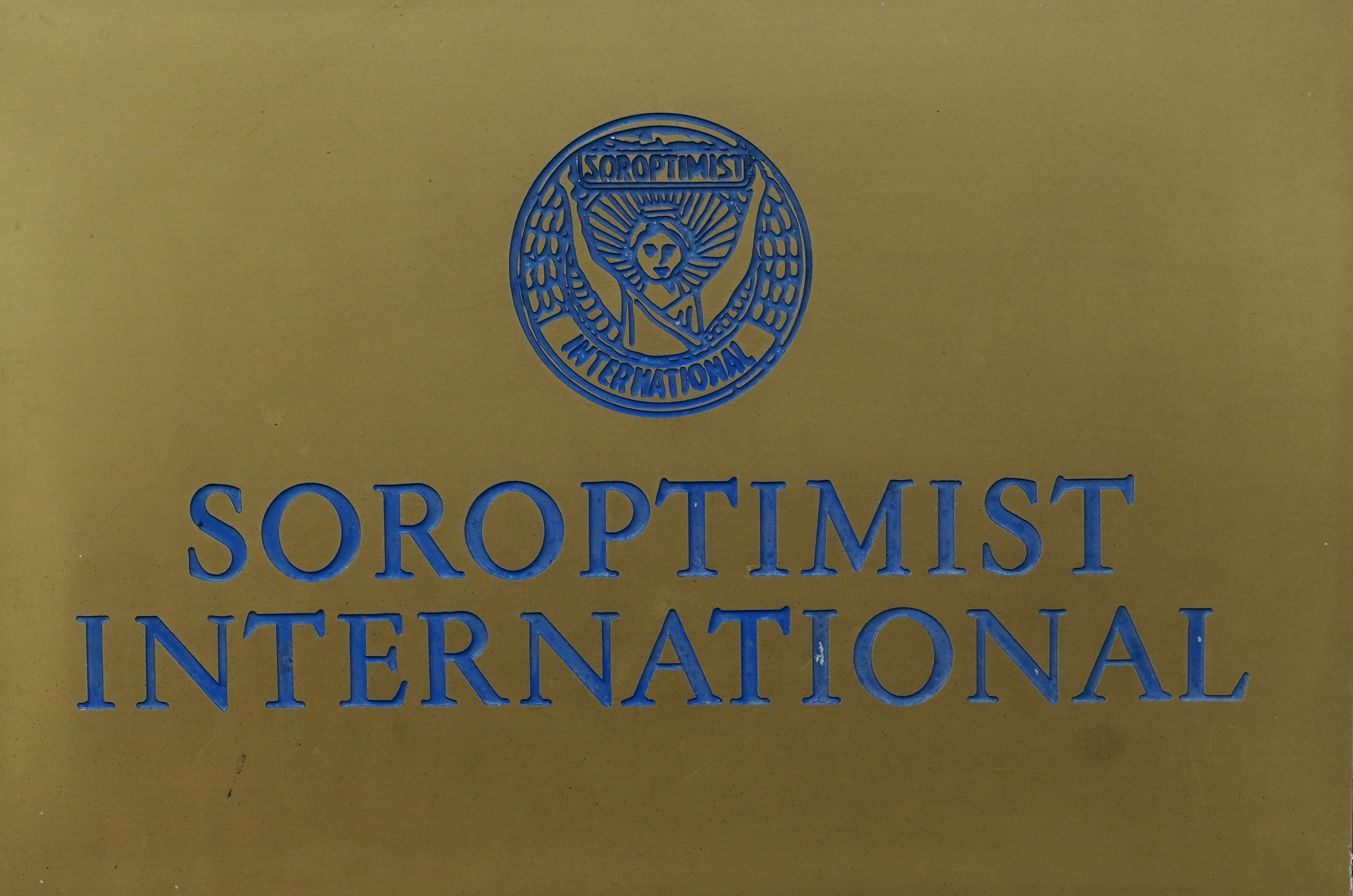

Soroptimist International (SI) (von lateinisch sorores optimae ‚die besten Schwestern‘) ist ein 1921 gegründeter internationaler Service-Club für berufstätige Frauen mit rund 70.000 Mitgliedern weltweit, der sich für Frauenrechte sowie Bildung, Gleichberechtigung und Frieden zum Wohle der Frauen einsetzt. Die Mitgliedsfrauen nennen sich gegenseitig Soroptimistin, SI-Schwester oder sorores.

## Geschichte
Der erste Club von Soroptimist International wurde am 3. Oktober 1921 in Oakland, Kalifornien, gegründet. Zuvor hatte der Rotarier und professionelle Gründer von Service-Clubs für Männer, Stuart Morrow, im Frühjahr 1921 eine Sekretärinnen-Schule in Oakland besucht mit dem Vorsatz, den Leiter als Clubmitglied zu gewinnen. Er traf jedoch auf eine Leiterin, Adelaide E. Goddard. Goddard war an der Idee interessiert, doch da Rotary bis 1989 keine Frauen aufnahm, sprach Morrow weitere Geschäftsfrauen der Stadt an, um einen Service-Club für Frauen zu gründen. Am 31. Mai 1921 fand ein erstes vorbereitendes Treffen im Hotel Oakland statt. Acht Frauen gelten als Gründerinnen: neben Goddard Gladys H. Barndollar (Direktorin der Multigraph Letter Co.), Doris C. Tilton (Haut- und Haarspezialistin, Marinello), Grace M. Wetterhall (Immobilien), Lillian Blake (Inhaberin einer Kunsthandlung), Mary Hughes Patterson (Klavierlehrerin), Mae Green Lineker (Optometristin) und L. Blanche Roller (Inhaberin einer Korsett- und Blusenhandlung). Mit Hilfe von Morrow skizzierten sie die Pläne für die Organisation des Clubs. 80 Frauen unterzeichneten schließlich die Gründungsurkunde des Clubs, die Morrow am 1. Juli 1921 in Sacramento, Kalifornien, einreichte. Morrow war Generaldirektor der auf 25 Jahre angelegten Körperschaft und verfügte über 90 Prozent der Stimmrechte sowie Eigentumsrechte am Namen „Soroptimist“. Der Monatsbeitrag des Soroptimist Club of Alameda County betrug 1,50 US-Dollar. Zur Gründungspräsidentin wurde die Gründerin des Berkeley Womens Gymnasium, Violet Richardson, gewählt. Am 3. Oktober 1921 fand die feierliche Amtseinsetzung und Überreichung der Charterurkunde statt, damit war Soroptimist International gegründet.
Weitere Clubs wurden bereits im Folgejahr gegründet, unter anderem in San Francisco, Los Angeles und Washington, D.C. 1924 entstanden in London und Paris die ersten europäischen Clubs. In London gehörten Sybil Thorndike, Flora Drummond und Mary Sophia Allen zu den Gründungsmitgliedern, an der Gründungsversammlung nahmen auch Mitglieder der königlichen Familie teil. Morrow verdiente zu dieser Zeit mit jeder Clubgründung Geld, was schon bald auf Kritik stieß. 1927 kauften die Frauen unter der Führung von acht amerikanischen Clubs Morrow die Rechte am Namen „Soroptimist“ für 5500 US-Dollar ab.

In Paris war die Schönheitschirurgin Suzanne Noël maßgeblich an der ersten Clubgründung 1924 beteiligt, zu den ersten Mitgliedern gehörten Cécile Brunschvicg, Anna de Noailles und Jeanne Lanvin. Auf Noëls Initiative hin gründeten sich in den folgenden Jahren Clubs in den Niederlanden (1927), Italien und Österreich (1929), Deutschland, Belgien und Schweiz (1930), Estland (1931), Indien (1932), Norwegen (1933), Ungarn (1934) und Dänemark (1936). Die Gründung des ersten litauischen Clubs wurde durch den Beginn des Zweiten Weltkriegs verhindert.

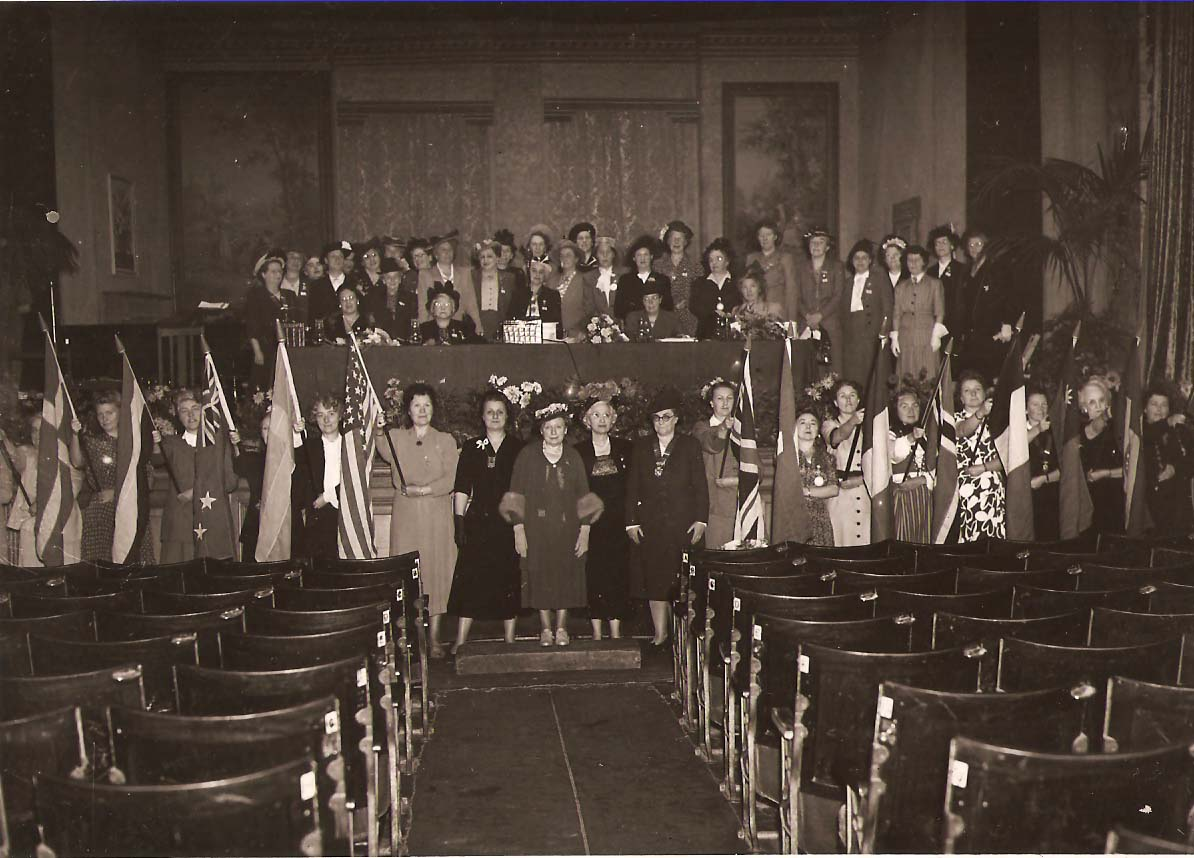
Soroptimist-Konferenz in Harrogate, 1948

Die Gründung des ersten deutschen SI-Clubs in Berlin am 13. Januar 1930 geht neben Noël auf die Schönheitschirurgin Edith Peritz zurück. Man traf sich in der Konditorei Hahnen am Nollendorfplatz. Zu den Mitgliedern gehörten unter anderem Erna Scheffler, Anne-Marie Hofmann, Gabriele Tergit, Lotte Jacobi, Milly Steger und Tilla Durieux.
Während des Zweiten Weltkriegs kam die Aktivität der europäischen SI-Clubs vielfach zum Stillstand oder fand im Geheimen statt. Viele Mitglieder flohen, aus Berlin etwa Margarete Berent, Marie Frommer, Annot und Hilde Walter. Die Präsidentin des ersten belgischen Clubs, die Direktorin der Martougin Schokoladenfabrik Marthe Hirsch, nahm sich 1943 das Leben, um einer Verhaftung durch die Gestapo zu entgehen. Zahlreiche Mitglieder wurden deportiert und ermordet, so etwa 1939 in Kaunas.
Nach dem Krieg begann Suzanne Noël neue Clubs zu gründen, unter anderem in der Türkei (1949) und in Griechenland (1950).
1948 erhielt Soroptimist International als Nichtregierungsorganisation bei der UNESCO Konsultativstatus, 1950 erfolgte der Konsultativstatus der Kategorie C bei ECOSOC, seit 1984 angehoben auf Kategorie 1, Allgemeiner Konsultativstatus. Seit 1966 berät Soroptimist International UNICEF bei Serviceprojekten für Kinder. 1975 waren Soroptimistinnen auf der ersten UN-Frauen-Konferenz in Mexiko-Stadt vertreten.

## Aufbau

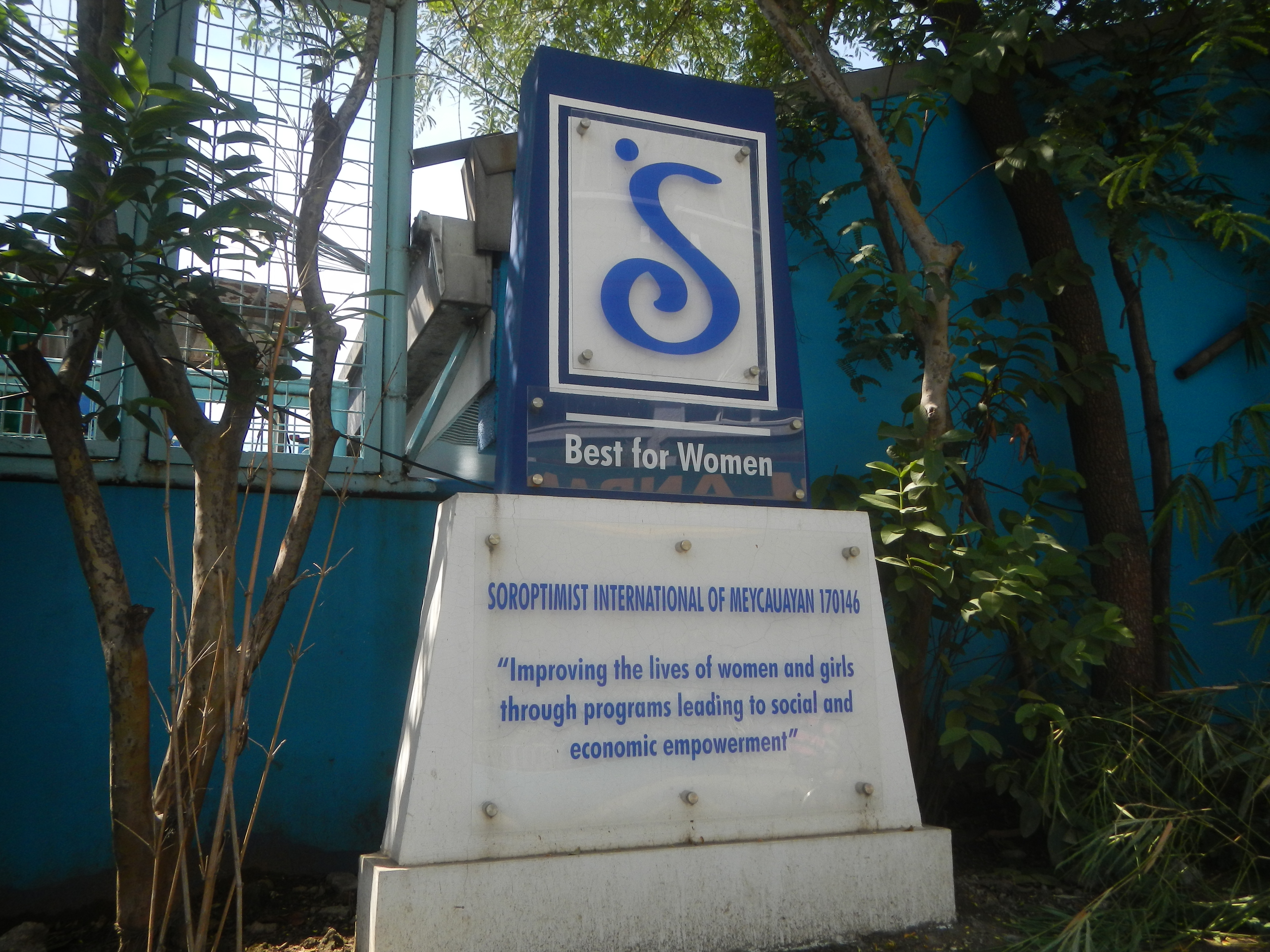
Stele des SI-Clubs in Meycauayan auf den Philippinen, 2020

Soroptimist International ist in 118 Ländern mit rund 70.000 Mitgliedern in über 2.900 Clubs vertreten. Präsidentin von 2021 bis 2023 war Maureen Maguire aus Irland. Für die Periode 2024–2025 ist dies Siew Yong Gnanalingam aus Malaysia. Es gibt fünf Föderationen:
- Soroptimist International Africa Federation (SIAF)
- Soroptimist International of the Americas (SIA)
- Soroptimist International of Europe (SIE)
- Soroptimist International of Great Britain and Ireland (SIGBI)
- Soroptimist International of the South West Pacific (SISWP)

Soroptimist International of Europe besteht aus rund 1.166 Clubs und 31.500 Mitgliedern in 43 Ländern. Präsidentin war von 2021 bis 2023 Carolien Demey aus Belgien. Ihr folgte für 2024–2025 Hafdís Karlsdóttir aus Island nach. Im deutschsprachigen Raum gibt es Landesorganisationen in Deutschland, Österreich, der Schweiz und Liechtenstein.
Soroptimist International Deutschland (SID) besteht derzeit aus 224 Clubs mit über 6.700 Mitgliedern in acht Bezirken. SID ist Mitglied im Deutschen Frauenrat. Die Geschäftsstelle befindet sich in Hannover. Die Präsidentin von SID für die Amtszeit 2021 bis 2023 war Anne Dörrhöfer vom SI-Club Worms. Interim-Präsidentin für 2024–2025 ist Manuela Nitsche vom SI-Club München. Für die Amtszeit 2026/27 gewählt wurde Susanne Bolduan vom SI-Club Lauterbach-Vogelsberg.
Soroptimist International Österreichische Union besteht aus rund 60 Clubs mit ca. 1.800 Mitgliedern und der Jugendorganisation Juvenilia.

## Mitgliedschaft
Jeder Beruf und jede Tätigkeit kann in einem Club nur durch ein aktives Mitglied vertreten sein. Mitglied kann nur werden, wer dazu gebeten wird. Referate, Berichte, Diskussionen aus der Berufs- und Lebenswelt der Mitglieder oder auch geladener Gäste sind Mittelpunkt der monatlichen Treffen. Auf allen Ebenen wechseln die Ämter alle zwei Jahre. Jedes Mitglied kann an Clubtreffen rund um die Erde teilnehmen.

## Tätigkeit
Der Name Soroptimist wird im Sinne von „die besten Schwestern“ oder „Das Beste für Frauen“ von den Mitgliedern als Anspruch an das eigene Verhalten im Leben und im Beruf und als mitmenschliche Verpflichtung verstanden. Er unterstützt keine politischen Parteien oder Religionen, engagiert sich jedoch im lokalen, nationalen und internationalen Bereich für Menschenrechte und Geschlechtergleichstellung durch aktive Teilnahme an Entscheidungsprozessen auf allen Ebenen der Gesellschaft.

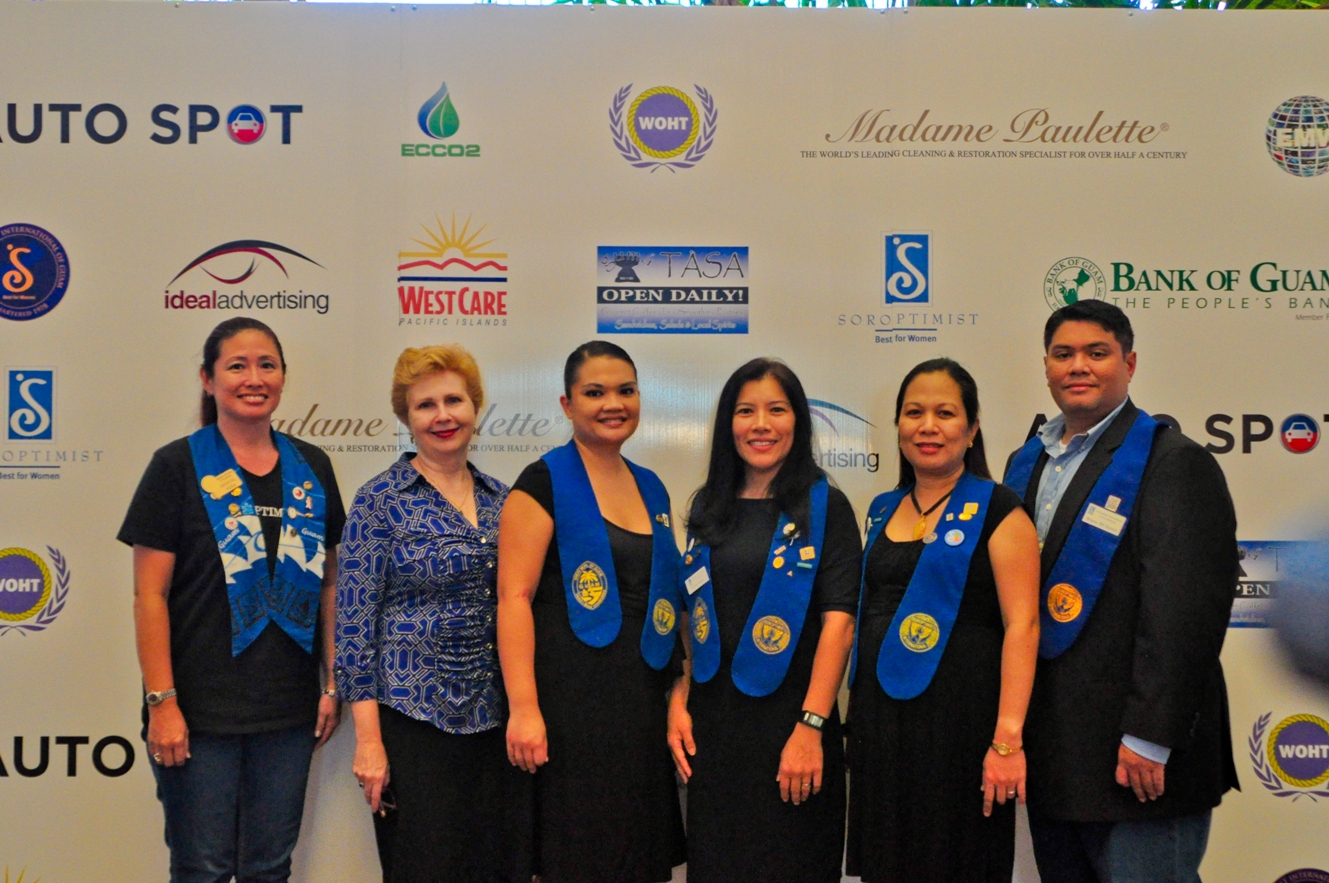
SI-Mitglieder aus Guam auf dem UN-Forum gegen Menschenhandel an der Universität von Guam, 2014

Soroptimist International hat als Nichtregierungsorganisation allgemeinen Konsultativstatus bzw. ist mit Repräsentantinnen bei folgenden UN-Unterorganisationen in New York, Genf, Wien und Paris vertreten:
- Wirtschafts- und Sozialrat der Vereinten Nationen (ECOSOC)[18]
- Internationale Arbeitsorganisation (ILO)[19]
- Umweltorganisation (UNEP)
- Organisation für Erziehung, Wissenschaft und Kultur (UNESCO)
- Hochkommissar für Flüchtlinge (UNHCR)[20]
- Weltkinderhilfswerk (UNICEF)
- Organisation für Industrielle Entwicklung (UNIDO)
- Weltgesundheitsorganisation (WHO)
- Einheit der Vereinten Nationen für Gleichstellung und Ermächtigung der Frauen (UN Women)[21][22]

Die Soroptimist International Europe ist außerdem im Europarat in Straßburg mit beratendem Status vertreten.
Die Mitglieder arbeiten an Basisprojekten, die Frauen und Mädchen helfen, ihr individuelles und kollektives Potenzial zu entfalten, Ziele zu verwirklichen und weltweit eine gleichberechtigte Stimme in Gemeinschaften zu haben.

## Auszeichnungen

### Soroptimist Deutschland Preis
Seit 2008 verleiht Soroptimist International Deutschland im zweijährigen Rhythmus den mit 20.000 Euro dotierten Förderpreis Soroptimist Deutschland Preis an „Frauen, Männer oder Personenvereinigungen“, die sich vor allem im Rahmen eines Projekts „um die Verbesserung der Stellung der Frau in der Gesellschaft verdient gemacht haben“:
- 2008: Christiane Nüsslein-Volhard, Stiftung zur Unterstützung junger Wissenschaftlerinnen
- 2010: Dagmar Schipanski, Thüringer Koordinationsstelle Naturwissenschaften und Technik
- 2012: Jutta Allmendinger, Berliner Runde
- 2015: Renate Matthei (15.000 Euro), Musikverlag Furore[26][27] und Mustafa Karakaş (5.000 Euro), Künstlerische Kampagne für Frauenrechte[28]
- 2017: Friederike Fechner und Wibke Pomlun, Projekt proTechnicale
- 2019: Claudia Kessler (Projekt Erste deutsche Astronautin)
- 2021: MaLisa Stiftung (15.000 Euro) Maria und Elisabeth Furtwängler und SheDoesFuture (5.000 Euro) Sonja O’Relly und Lin Kaßner-Dingersen[29][30]
- 2023: Baufachfrau Berlin (15.000 Euro) und Die Chirurginnen (5.000 Euro)[31][32]

### Erna-Scheffler-Förderpreis
Seit 1996 verleiht der Soroptimist International Club Karlsruhe alle zwei Jahre den Erna-Scheffler-Förderpreis an junge Wissenschaftlerinnen am Karlsruher Institut für Technologie. Die bisherigen Preisträgerinnen sind:
- 1996: Uta Becker
- 1998: Gerda Fischer
- 2000: Jutta Altenbach-Rehm
- 2002: Kathrin Paschen
- 2005: Gisela Lanza und Franziska Zacharias
- 2007: Christiane Barz, Julia Bohnert und Katrin Schulz
- 2009: Nicole Kikillus und Jennifer Girrbach
- 2011: Jennifer Girrbach und Christina Gottselig
- 2013: Anna Osberghaus und Susanne Mertens
- 2015: Petra Thoma und Ines Reinartz
- 2017: Nicole Stricker und Bettina Fleck
- 2019: Anja Exler und Marie Weiel-Potyagaylo
- 2021: Gabriela Molinar und Leona Schmidt-Speicher
- 2023: Martha Frysztacki und Katharina Flügel[33]

## Auswahl bekannter Soroptimistinnen
| | |
| - Luisa Aiani, italienische Architektin und Designerin - Jutta Allmendinger, Präsidentin des Wissenschaftszentrums Berlin - Annot †, Malerin und Schriftstellerin - Josephine Baker †, Sängerin und Freiheitskämpferin - Margarete Berent †, erste Rechtsanwältin Preußens - Nadia Boulanger †, Komponistin und Dirigentin - Cécile Butticaz †, erste europäische Elektroingenieurin - Jole Bovio Marconi †, Archäologin - Tilla Durieux †, Schauspielerin - Ruth von Fischer †, Künstlerin - Gisela Freudenberg †, Politikerin und Verfassungsrichterin - Marie Frommer †, Architektin - Elisabeth Fülscher †, Kochschulleiterin und Autorin - Lisbeth Gabriel, Politikerin - Hertha von Gebhardt †, Schriftstellerin - Brigitte Gilles †, Psychologin und Hochschullehrerin - Karin Grossmann, Entwicklungspsychologin - Inge Habig †, ehem. Universitätsprofessorin - Anne-Marie Hofmann †, erste Bundesanwältin am Bundesgerichtshof - Ulla Ihnen, Bundestagsabgeordnete - Lotte Jacobi †, Fotografin - Renate König †, Kunstsammlerin und Mäzenin - Jeanne Lanvin †, Modedesignerin - Lily Laskine †, Harfenistin - Betty Lockwood, Baroness Lockwood †, Politikerin | - Marie-Therese Mackowsky †, Mineralogin - Lilli Marx †, Journalistin - Flora McKinnon Drummond †, Frauenrechtsaktivistin - Doreen Miller, Baroness Miller of Hendon †, Politikerin - Aminatta N’gum, Richterin - Ursula Nienhaus †, Historikerin - Anna de Noailles †, Schriftstellerin - Rachel Palmer †, Gründerin der Gambia Nursing Association - Barbara Schäfer-Wiegand, Politikerin - Erna Scheffler †, erste Bundesverfassungsrichterin - Sibylle von Schieszl †, Physikerin und Managerin - Elisabeth Schwarzhaupt †, erste Bundesministerin - Milly Steger †, Bildhauerin - Gabriele Strecker †, Ärztin und Politikerin - Elsa Sundling †, Architektin der Moderne - Gabriele Tergit †, Journalistin und Schriftstellerin - Sybil Thorndike †, Schauspielerin - Hilde Walter †, Journalistin und Publizistin - Elisabeth von Ulmann †, Schriftstellerin und Lyrikerin - Gerdi Westermeyr, ehem. Präsidiumsmitglied des Zentralverbandes des Deutschen Handwerks - Gerlinde Gräfin von Westphalen, Galeristin und Kuratorin |